# 長野県坂城高等学校
長野県坂城高等学校（ながのけん さかきこうとうがっこう）は、長野県埴科郡坂城町大字坂城にある公立高等学校。文化祭は「葛尾祭」と称し、その名称は近隣の山の名（葛尾山）に由来する。

## 沿革
- 1910年4月 - 長野県組合立埴南農蚕学校として開校。
- 1948年4月1日 - 学制改革により、長野県坂城農業高等学校となる。定時制課程を併設。
- 1952年3月31日 - 県立に移管。
- 1981年4月 - 定時制課程を廃止。
- 2007年12月 - 長野大学と高大交流協定を締結。

## 教育目標
教育基本法、学校教育法の精神に則り、現実の社会を直視し、人権を尊重し、豊かな知性を養い、円満な情操を身につけ、心身ともに健全な人格の育成を期する。

## 校歌・応援歌
- 校歌（作詞：峯村文人 作曲：飯沼信義）

## 事故・訴訟

### ハンドボール部 練習試合中に男子生徒が大けがを負う事故が発生 訴訟に発展
2014年12月28日、ハンドボール部の練習試合中に部員で当時2年生だった男子生徒が大けがをする事故が発生。男子生徒は相手の膝が顔にあたって倒れ込み、一旦休んだ後、再び試合に出場。その日の夜、緊急入院し、高次脳機能障害や解離性障害などと診断された。後に本人と両親が安全配慮義務違反があったとして当時の顧問教諭と校長、県に対して訴訟を起こし、8400万円余の損害賠償を求めていた

が、2020年1月16日、長野地裁上田支部は顧問の教諭の指導により事故が発生したわけではなく、指導と事故に因果関係は認められないとし、原告の請求を棄却した。長野県教育委員会の原山隆一教育長は「けがをした元生徒に対してはお見舞いを申し上げたい。（判決については）県の主張が全面的に認められた」と述べた。

## 最寄駅
- しなの鉄道しなの鉄道線：坂城駅。

## 主な卒業生
- 岡田昭雄　千曲市長